# 史瓦帝尼駐華大使館
史瓦帝尼王國駐中華民國大使館（英語：Embassy of the Kingdom of Eswatini in the Republic of China (Taiwan)）簡稱史瓦帝尼駐華大使館，是史瓦帝尼王國派駐在中華民國臺北市的大使館，兩國自1968年史瓦帝尼獨立後就保持著外交關係，不過史瓦帝尼一開始在中華民國僅派駐領事館。其相對機構為駐在史瓦帝尼首都墨巴本的中華民國駐史瓦帝尼王國大使館。
史瓦帝尼正式承認在台澎金馬的中華民國政府，亦自1998年起於南部非洲唯一和中華人民共和國沒有邦交的國家，2018年起更成為中華民國於非洲的唯一邦交國。
2018年4月19日，國王恩史瓦帝三世宣布將英語國名由改為。中文譯名方面，臺灣由「史瓦濟蘭」改為「史瓦帝尼」；中國大陸則維持原名「斯威士蘭」。